# Geranium cazorlense
Geranium cazorlense är en näveväxtart som beskrevs av Vernon Hilton Heywood. Geranium cazorlense ingår i släktet nävor, och familjen näveväxter. Inga underarter finns listade i Catalogue of Life.